# Carlo Rosati
Carlo Rosati (* 1876 in Livorno; † 1929 in Pisa) war ein italienischer Mathematiker, der sich insbesondere mit Algebraischer Geometrie befasste.
Rosati studierte an der Universität Pisa bei Ulisse Dini und Eugenio Bertini mit dem Abschluss 1897. Danach war er Schullehrer, bis er 1923 Professor für Geometrie in Pisa wurde.
Nach ihm ist die Rosati Involution benannt, die eine Rolle in der Klassifikation der Endomorphismen-Ringe abelscher Varietäten spielt.
1928 erhielt er den Mathematik-Preis der Accademia dei XL. 1928 hielt er einen Vortrag auf dem Internationalen Mathematikerkongress in Bologna (Sulle corrispondenze fra curve algebriche).